# Famille Bacot
Pour les articles homonymes, voir Bacot.
 (août 2024).
La famille Bacot est une famille subsistante d'ancienne bourgeoisie française dont une branche, aujourd'hui éteinte, fut anoblie sous Louis XVIII.

## Historique
La famille Bacot est une famille protestante de soyeux originaire de Touraine, une branche s'installa en Angleterre et une autre en Caroline du Sud à la suite de la révocation de l'édit de Nantes.
Le premier auteur connu de cette famille est Antoine Bacot, marchand à Tours, qui signe le 10 aout 1583 un contrat d'apprentissage de son fils François, âgé de 14 ou 15 ans, chez Mathurin Mesnager, maître passementier.

## Liens de filiation entre les personnalités notoires
- Antoine Bacot, marchand à Tours
  - François Bacot, marchand à Luynes, épouse Marthe Dallou.
    - Pierre Bacot, marchand, maître ouvrier en soie. Il épouse Jeanne Moreau.
      - Pierre Bacot (1617-1702), maître ouvrier en soie à Tours. Il épouse Jacquine Menessier.
        - Pierre Bacot (1671-1730) épouse Marie Peronneau
          - Samuel Bacot épouse Marie Rebecca Foissin
            - Samuel Bacot (1745-1795) épouse Margaret Allston
              - Peter Hannibal Bacot épouse Hannah Mason
                - Peter Samuel Bacot (1810-1864) épouse Anna Jane White
                  - Ada Bacot (1832-1911), auteur d'un journal publié sous le titre de A Confederate nurse: the diary of Ada W. Bacot, 1860-1863.

        - David Bacot (1676-1756), maître ouvrier en soie, marchand fabricant. Il épouse Madeleine Villiers.
          - David Bacot (1713-1787) épouse Anne Dumoustier.
            - David Bacot (1758-1817), fabricant de couvertures, épouse Françoise Conzay.
              - David Bacot (1796-1857) épouse Victoire Pauline Cador.
                - Arthur Bacot (1836-1895), syndic de la Compagnie des agents de change près la Bourse de Paris.
                - Raymond Bacot (1843-1917), polytechnicien, ingénieur des constructions navales, directeur de la manufacture d'Émaux de Briare. Il épouse Marie-Louise Bapterosses.
                  - Jacques Bacot (1877-1965), géographe, linguiste, ethnologue, explorateur, orientaliste et tibétologue, membre de l'Institut de France. Il épouse  Marguerite Eugénie Victorine Thénard (1886-1976).
                    - François Bacot (1916-2003), ingénieur en électronique, officier de marine, directeur général du quotidien Le Bien public de 1947 à 1982.

          - Pierre Bacot (1714-1795), marchand fabricant à Tours, épouse Renée Barré.
            - Alexandre Bacot (1750-1824), manufacturier à Sedan, acquiert la Manufacture royale de draps Le Dijonval en 1820. Il épouse Germaine Élisabeth Suzanne Barthélémy.
              - Alexandre Bacot (1777-1855) épouse Julie de Hardelay (1781-1855)
                - Edmond Bacot  (1814-1875), photographe. Il épouse Rose Malan (1821-1890).

              - Frédéric Bacot (1790-1859), manufacturier de draps, épouse Charlotte Lecomte.
                - Louis Joseph Bacot (1828-1902), manufacturier, maire de Sedan de 1886 à 1888. Il épouse Cécile Bonnet-Dorion.
                  - Frédéric Bacot (1874-1942), ingénieur et industriel, maire de Sedan de 1913 à 1914, puis de 1918 à 1919.

            - César Bacot (1753-1836) épouse  Élisabeth Étignard de La Faulotte.
              - César Bacot (1787-1870), colonel, député d'Indre-et-Loire de 1830 à 1848.
              - Claude-René Bacot de Romand (1792-1853), préfet d'Indre-et-Loire, puis de Loir-et-Cher, député royaliste d'Indre-et-Loire de 1815 à 1830. Il est créé baron héréditaire le 16 mai 1816 par le roi Louis XVIII.
                - Jules, 2ème baron Bacot de Romand (1821-1916). Dernier du nom.

Autres personnalités :
- Gerard Bacot (1743-1822), député.
- Arthur William Bacot (en) (1866-1922), entomologiste.
- John Carter Bacot (1933-2005), président de la Bank of New York.
- H. Parrott Bacot (en), historien.

## Héraldique
| Blason de la famille Bacot | Armes de la famille Bacot : « D'argent au chevron de gueules chargé de trois étoiles d'or, accompagné de trois corbeaux de sable, deux en chef, un en pointe ». |

| Blason de la famille Cesbron de la Voisinière | Branche Bacot de Romand (éteinte): adoption de nouvelles armoiries à la suite de son anoblissement en 1816 : « D'azur, à une tour d'or, accostée à dextre d'une branche de lis de jardin, d'argent; et à sénestre d'une levrette grimpante, du même ; au chef d'hermines. » |

## Pour approfondir